# Silvano Basagni
Silvano Basagni (Firenze, 6 agosto 1938 – Firenze, 10 maggio 2017) è stato un tiratore a volo italiano, medaglia di bronzo nel trap ai Giochi olimpici di Monaco di Baviera 1972 nella gara vinta dall'altro azzurro Angelo Scalzone.

## Palmarès
Giochi olimpici
- Monaco di Baviera 1972
  - Trap:  Bronzo